# Новосјоловски рејон
Новосјоловски рејон (рус. Новосёловский район) је општински рејон у западном делу Краснојарске Покрајине, Руске Федерације.
Административни центар рејона је насеље Новосјолово (рус. Новосёлово).
Прво руско насеље на територије коју сад обухвата Новосјоловски рејон, појавило се 1722. године. То су били рибари који су се настанили на обалама реке Јенисеј. Прво веће насеље, основали су Козаци са крајем XVIII века. Новосјолово село је основан 1789. године, а 1896. ово село је имало 126 домаћинстава и 650 становника. Локални суд Новоселовске парохије основан је 1801. године.
Године 1924. основан је Новосјоловски рејон, а већ 1934. овај рејон улази у састав Красноиарске Покрајине.
Током изградње хидроелектране Краснојарск, у рејону је формирано вештачко језеро које је поплавило 4.200 хектара земље и због чије изградње је уништено 30 насеља, укључујући и део насеља Новосјолово. Рејон тренутно обухвата 30 насеља.
Суседни територије рејона су:
- северозапад: Ужурски рејон;
- север и североисток: Балахтински рејон;
- исток и југ: Краснотурански рејон;
- запад: Република Хакасија.

Укупна површина рејона је 3.880 km².
Укупан број становника рејона је 13.383 (2014).

## Галерија
- Крајолик у Новосјоловском рејону
- Црква у Новосјолову
- Речно пристаниште у Новосјолову
- Вече изнад Новосјолова